# Catarhoe rogenhoferi
Catarhoe rogenhoferi là một loài bướm đêm trong họ Geometridae.